# فيليب ترافيس
فيليب ترافيس (بالإنجليزية: Philip Travis)‏ هو سياسي أمريكي، ولد في 2 يوليو 1940. حزبياً، نشط في الحزب الديمقراطي. وقد انتخب عضو مجلس نواب ماساتشوستس.